# Grupo Engenho de Teatro
O Grupo Engenho de Teatro foi um grupo teatral brasileiro, formado na década de 1970 no Rio de Janeiro.

## Histórico
O grupo teve dois momentos: entre 1972-75 era amador, e entre 1976-82 foi profissional.
O núcleo original do grupo foi formado por alunos da PUC-RJ, tendo à direção Marcos Fayad. Sua estréia profissional, entretanto, ocorre em 1976, com a peça Esperando Godot, de Samuel Beckett. Ainda neste ano monta A Viagem do Barquinho, peça infantil de Sylvia Orthof. Apresentou, ainda, ao longo de sua existência, obras de Máximo Gorki, Maurício Segall, Henrik Ibsen e José Ignácio Cabrujas.
Seu elenco, inconstante e irregular, teve a participação de grandes nomes do teatro brasileiro, como Denise Stoklos ou Tim Rescala.